# 債務陷阱

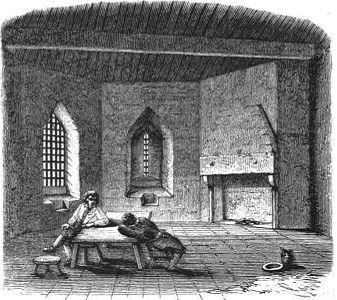
聖布里耶夫斯城堡的欠債者監獄

債務陷阱（debt trap）是指「債務難以償還或是無法償還的情形，一般是因為利息過高，以致於一直無法償還到本金。」。根據美國負責任貸款中心（Center for Responsible Lending）的資料，美國有76%的發薪日貨款是在前一次貨款後兩週內提出的。負責任貸款中心指出支付貨款的金額佔了薪資的25%至50%，剩餘資金不足以支付生活開銷，因此需要再進行貨款。貨款者需再長期承受高比例的負債，很可能落入債務陷阱中。

## 外交
債務陷阱也會用在外交上。債務陷阱外交的概念是印度學者布拉瑪·切拉尼在2017年提出。其作法為債權國刻意的向另一國提出大量的貸款，在債務國無法履行债务義務（多半是資產貸款，也可能包括基礎建設）時，強迫該國在經濟或是政治上的讓步。